# Петер Летшер
Петер Летшер (4 лютого 1941 , Базель  — 24 жовтня 2017 ) — швейцарський фехтувальник на шпагах, срібний призер Олімпійських ігор 1972 року.

## Виступи на Олімпіадах
| Олімпіада   | Дисципліна          | Місце |
| ----------- | ------------------- | ----- |
| Мехіко 1968 | індивідуальна шпага | 7     |
| Мехіко 1968 | командна шпага      | 13    |
| Мюнхен 1972 | індивідуальна шпага | 17    |
| Мюнхен 1972 | командна шпага      | 2     |